# Scheepsregister
Het scheepsregister is een onderdeel van het kadaster. Het systeem van teboekstellen in een kadastraal register met op verzoek weer verstrekken van uittreksels uit dit register is opgezet ten behoeve van de rechtszekerheid in het maatschappelijk verkeer. Over het algemeen wordt onderscheid gemaakt tussen zeeschepen, vissersschepen en binnenschepen. Volgens artikel 91 van het VN-zeerechtverdrag mag elke staat schepen registreren waarmee het schip de nationaliteit van dat land verkrijgt en het recht de vlag daarvan te voeren.
Na de privaatrechtelijke registratie van een zeeschip, veelal teboekstelling genoemd, waarbij eigendom, hypotheek en andere zakelijke rechten gekoppeld worden, volgt de publiekrechtelijke fase waarin een zeebrief wordt verstrekt.

## Teboekstelling in Nederland
Opneming in het scheepsregister, teboekstelling, is mogelijk voor beroeps- en pleziervaartuigen en woonboten, zowel in aanbouw als afgebouwd. Met de inschrijving in het scheepsregister wordt een schip een roerend registergoed (geregistreerde roerende zaak). De inschrijving bestaat uit het deponeren van voornamelijk akten van overdracht en hypotheekakten. Daarmee kan worden vastgesteld wie de eigenaar is en of die vrij over het schip kan beschikken.

## Teboekstelling / Registratie van schepen in België
Teboekstelling in België heeft betrekking op de binnenschepen en gebeurt in het register der binnenschepen (het zogenaamde reg.03).
Teboekstelling van binnenschepen in het register der binnenschepen is in België mogelijk voor alle binnenschepen; hun bestemming of gebruik doet niets ter zake (commercieel, zoals vervoer van goederen of personen, baggervaart, toerisme enz... of niet-commercieel, zoals horeca, pleziervaart, woongelegenheid enz...). Die teboekstelling is in België niet verplicht.
Voor zeeschepen geldt in België de term 'registratie'. Registratie in het register der zeeschepen (het zogenaande eerste register of reg.01) is facultatief. Zonder voorafgaande registratie kan het zeeschip evenwel geen Belgische vlag voeren. Essentiële voorwaarde voor registratie is de exploitatie van het zeeschip vanuit België (wezenlijke band van het zeeschip met België - 'genuine link' uit het Zeerechtverdrag/Unclos).
Vreemde zeeschepen, d.w.z. zeeschepen geregistreerd onder een andere vlag dan de Belgische, kunnen in het Belgische rompbevrachtingsregister (het zogenaamde tweede register of reg.02) worden ingeschreven voor de duur van de rompbevrachting afgesloten tussen de vreemde eigenaar en een Belgische rompbevrachter. Tijdens de duur van die inschrijving in het rompbevrachtingsregister wordt de vreemde vlag geschorst, en varen die schepen onder Belgische vlag.
Voor pleziervaartuigen met een lengte tot en met 24m geldt een speciale regeling:
- om de Belgische vlag te kunnen voeren moeten zij altijd worden ingeschreven in het register der pleziervaartuigen te Brussel;
- in bijkomende orde kunnen die pleziervaartuigen ook facultatief worden geregistreerd in het Belgisch register der zeeschepen (register 01) te Antwerpen, met het oog op inschrijving van eigendomstitel en/of van scheepshypotheken.

## Teboekstelling in andere landen van Europa
De Donaulanden kenden tot nu toe geen centraal systeem zoals in de Rijnoeverstaten en België. Ieder land heeft daar zijn eigen registratiesysteem. Met de komst van de Europese invoering van de River Information Services (RIS) was een centraal Europees systeem vereist. Dat is per 1 april 2007 ingevoerd als ENI-nummer.

## Uittreksels uit het Scheepsregister
Uittreksels van het register zijn gewaarmerkte stukken, dat wil zeggen ondertekend door ‘De bewaarder van het Kadaster en de openbare registers’, die tegen betaling vrij kunnen worden verkregen.
Er zijn verschillende uittreksels en verklaringen mogelijk:
- Uittreksel eigendom schip
- Uittreksel inzake hypotheken en beslagen op schepen vanaf 1926
- Het bewijs van doorhaling teboekstelling schip
- De verklaring van niet-teboekstelling schip
- Verklaring dat er geen hypotheken en beslagen op het schip staan geregistreerd in Nederland

De twee laatste zijn vaak nodig om het schip bij een buitenlands Kadaster in te kunnen schrijven. Daarom zijn Duitse, Engelse of Franse versies van de verklaring mogelijk.

## Plaatsen van registratie in Nederland
In Nederland kende men van oudsher teboekstellingskantoren. Van de bijbehorende nummers werd het officieel scheepsnummer afgeleid. In totaal bestond het nummer uit 7 cijfers. De ontbrekende velden werden opgevuld met nullen.
| Teboekstellingskantoren | Nummer | Afkorting   |
| ----------------------- | ------ | ----------- |
| Alkmaar                 | 311    | Alkm        |
| Almelo                  | 312    | Alm         |
| Amersfoort              | 313    | Amersf      |
| Amsterdam               | 20     | Amst        |
| Appingedam              | 314    | Apping      |
| Arnhem                  | 315    | Arnh        |
| Assen                   | 316    | Assen       |
| Breda                   | 317    | Breda       |
| Brielle                 | 318    | Brielle     |
| Den Haag                | 301    | sHage       |
| Deventer                | 319    | Dev         |
| Dordrecht               | 21     | Dord        |
| Eindhoven               | 312    | Eindh       |
| Goes                    | 322    | Goes        |
| Gorkum                  | 323    | Gor         |
| Groningen               | 22     | Gron        |
| Haarlem                 | 302    | Haarl       |
| Heerenveen              | 324    | Heerenv     |
| 's Hertogenbosch        | 325    | sBosch      |
| Hoorn                   | 326    | Hoorn       |
| Leeuwarden              | 327    | Lwd / Leeuw |
| Leiden                  | 303    | Leid        |
| Maastricht              | 328    | Maastr      |
| Middelburg              | 329    | Midd        |
| Nijmegen                | 331    | Nym         |
| Rijswijk                | 24     | Rijsw       |
| Roermond                | 332    | Roerm       |
| Rotterdam               | 23     | Rott        |
| Sneek                   | 333    | Sneek       |
| Tiel                    | 334    | Tiel        |
| Utrecht                 | 335    | Utr         |
| Winschoten              | 304    | Winsch      |
| Zierikzee               | 336    | Zzee        |
| Zutphen                 | 337    | Zutp        |
| Zwolle                  | 305    | Zwolle      |

Voor schepen die ook op zee kunnen en mogen varen worden aparte nummers gebruikt:
- Amsterdam vanaf 8608 Z Amst:   25
- Groningen vanaf 5284 Z Gron:   26
- Rotterdam vanaf 16810 Z Rott:  27

In Den Haag werd in een hoofdkantoor een schaduwarchief van de scheepsregisterkaarten in kopie bijgehouden van de diverse regionale kantoren. In 2007 werd de scheepsregistratie geconcentreerd in drie kadasterkantoren Amsterdam, Groningen en Rotterdam, bij Afdelingen Scheepsbewijzen.
Sinds 2010 is de registratie gecentraliseerd in Rotterdam. Afdeling scheepsbewijzen.
Het officieel scheepsnummer is gebonden aan het land waar het schip ingeschreven is en kan dus gedurende de levensloop van het schip veranderen. In 2007 is het nummer vervangen door het ENI-nummer dat bestaat uit ditzelfde nummer maar dan met een 0 (nul) ervoor. Het ENI-nummer verandert niet meer en blijft bij het casco.

## Plaats van registratie op de Nederlandse Antillen
- Kadaster en Openbare Registers Curaçao Willemstad

## Plaats van teboekstelling / registratie in België
- Tot en met 31 december 2016: IVde Hypotheekkantoor (Scheepshypotheekbewaring) te B-2000 Antwerpen, Italiëlei 4 bus 3, afhangende van FOD Financiën, Algemene administratie van de Patrimoniumdocumentatie;
- Vanaf 1 januari 2017: het 'Belgisch Scheepsregister' (Belgian Ship Registry) te B-2600 Berchem (Antwerpen), Posthoflei 5, afhangende van FOD Mobiliteit en Vervoer, Directoraat-generaal Maritiem Vervoer;
- Opmerking: inschrijving van pleziervaartuigen in het register der pleziervaartuigen gebeurt op het Directoraat-generaal Maritiem Vervoer te Brussel.[1]

## Verschillen tussen Belgisch en Nederlands recht
- De eigendom van een Belgisch schip gaat over door de overeenkomst tussen de partijen en staat los van de inschrijving in het register der binnenschepen of in het register der zeeschepen. Het Belgisch hypothecair systeem is negatief.
- De eigendom van een Belgisch schip (bouwcontract, verkoopovereenkomst, enz..) blijkt tegenover derden uitsluitend uit een akte van eigendom met een vaste datum. Eigendomsoverdracht kan gebeuren via een onderhandse eigendomsakte, overeenkomstig artikel 1328 van het Belgisch Burgerlijk Wetboek of via een authentieke akte (notariële akte). Tegenover derden gelden die akten 'erga omnes' door inschrijving in het register der binnenschepen of het register der zeeschepen op de scheepshypotheekbewaring in Antwerpen, overeenkomstig artikel 8 van de Belgische zeewet.

## Voordelen van registratie in het Nederlands Kadaster
- De registratie bewijst tegenover een ieder wie de juridische eigenaar van een schip is.
- Bij een eventueel faillissement van de werf waar een schip in aanbouw is, valt een geregistreerd schip niet in de faillissementsboedel.
- De politie kan gemakkelijker een gestolen geregistreerd schip opsporen.
- Als een niet-teboekgesteld schip wordt gestolen en doorverkocht, wordt de nieuwe eigenaar te goeder trouw door de wet beschermd. Was het schip echter geregistreerd, dan bleef het eigendom van de juridische eigenaar en kan die revindiceren.
- Een geregistreerd schip kan al sinds 1838 met een scheepshypotheek worden gefinancierd. Dit geldt voor zowel afgebouwde schepen als voor schepen in aanbouw.

## Koppeling tussen brandmerk en registratie

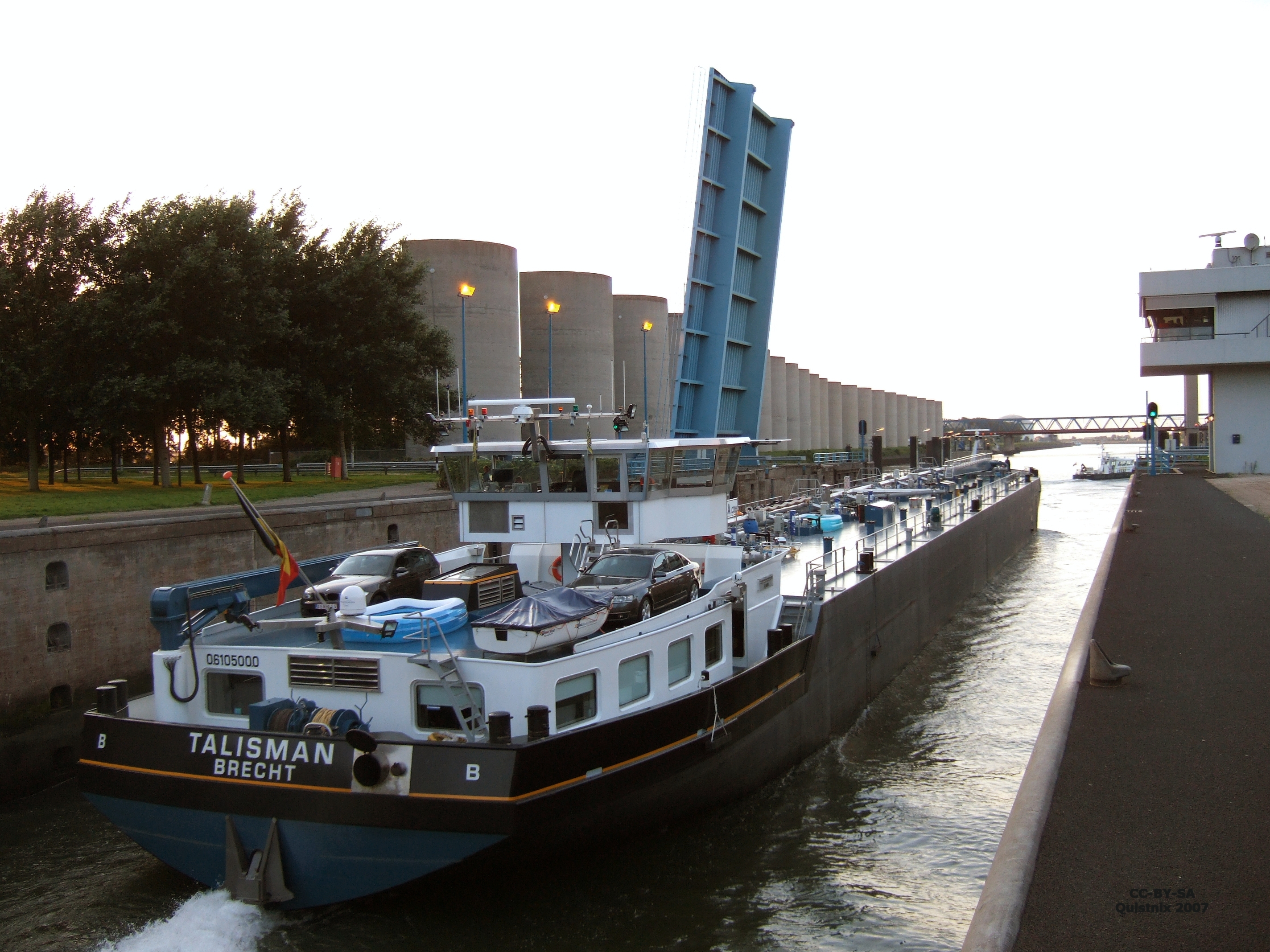
Belgische tanker voorzien van het ENI-nummer

Bij schepen is de registratie in het Nederlandse Kadaster gekoppeld aan het brandmerk op het schip.  Het unieke brandmerk legt de registratie van het schip vast. Daarmee is het schip internationaal geïdentificeerd. Bij schepen in het buitenland is het voor een Nederlands brandmerk noodzakelijk, dat het schip bij het Kadaster in Nederland staat geregistreerd en dat de bouw van het schip zover is voltooid, dat het Kadaster het brandmerk kan aanbrengen.
Bij Belgische schepen heeft de inschrijving in het Register der Binnenschepen minder ingrijpende juridische gevolgen en wordt in plaats van een brandmerk vaak het officieel scheepsnummer op het schip aangebracht. Dat nummer wordt ook wel Rijnvaartnummer en in de professie Europanummer genoemd. Het is vanaf 1 april 2007 vervangen door het ENI-nummer.